# La comunidad judía de Iasi (Iashi)

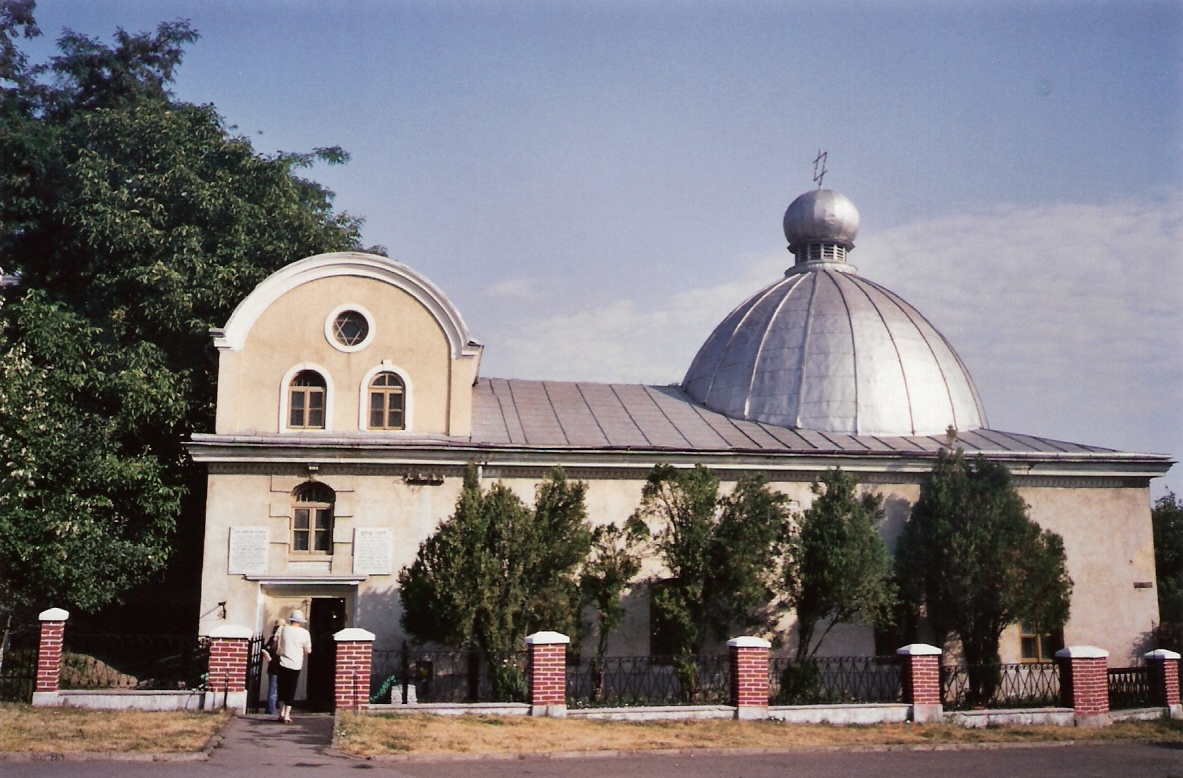
La Gran Sinagoga de Yashi

Iasi fue durante muchos años el centro judío más importante del todo el territorio rumano. La comunidad tenía un nivel económico holgado y una rica vida religiosa y cultural, pero después de las persecuciones de los gobiernos antisemitas de mediados del siglo XX y la opresión de la era comunista, la comunidad declinó y la mayoría de los judíos emigraron a Israel .
Los siglos de la comunidad judía en la ciudad, que solía ser la capital del Principado de Moldavia, no fueron nada fáciles. Los judíos de la ciudad fueron perseguidos y hostigados, pero a pesar de ello la lograron prosperar, desarrollarse y florecer hasta que los fascistas llegaron al poder en los años treinta del siglo XX. En Iasi, Naftali Hertz Imber escribió el primer borrador de "Hatikva " (La Esperanza) el himno nacional del Estado de Israel. Asimismo en Yashi se fundó un teatro en el idioma Yidis, cuando su fundador, Avraham Goldfaden, actuó en la ciudad por primera vez en 1876 en el teatro "El manzano verde". (Pomul Verde)

## Historia

### Los inicios de la población
El historiador aficionado Jacob Pasantir localizó en Iasi lápidas de judíos que datan de 1467 y 1549, pero se supone que hubo judíos allí incluso antes. El historiador rabino Dr. Avraham Meir Halevi no estuvo de acuerdo con esta cifra y afirmó que las lápidas judías más antiguas de Yashi datan de 1648, pero se supone que no encontró el cementerio judío más antiguo, porque fue destruido por los estragos de los años. La mayoría de los judíos de Iasi de esa época eran judíos sefardíes, súbditos otomanos, por lo que a fines del siglo XVI], cuando el gobernante Aron Voda mató a los turcos (similar a las acciones perpetradas por Michai el Valiente en Bucarest ) también mató a los judíos locales que habían apoyado a los turcos.
Ya en el siglo XV Esteban el Grande, gobernante del Principado de Moldavia, fue asistido por médicos judíos. Con Iasi convirtiéndose en la capital del Principado de Moldavia, la comunidad judía local creció, se fortaleció y se desarrolló. Muchos refugiados judíos, que huyeron de las fuerzas cosacas durante los decretos de 1980, encontraron refugio en los principados de Moldavia y algunos en el propio Iasi .
Pero este refugio solo duró hasta que los cosacos invadieron el Principado de Moldavia, para presionar al gobernante, Vasila Lupo, a aceptar el matrimonio de su joven hija, Roxana, con Timosh, el hijo de Bogdan Khmelnitsky . Los cosacos capturaron a los judíos, los torturaron para averiguar dónde escondían su dinero y los liberaron solo para que pudieran un rescate y mataron a algunos de ellos. Este fenómeno se repitió cuando los cosacos acompañaron a Timosh Khmelnitsky a su boda en Iasi, en 1652, y sólo la intervención del obispo Makarios de Antioquía, que se encontraba en el lugar, salvó a la comunidad del exterminio total. En un documento examinado por el profesor Gheorghe Ghibănescu, se mencionan escuelas judías en Iasi durante el reinado de Ilias Alexandru (1666 - 1668)  .

### Los primeros rabinos y la institución de los sabios en Ashi (1600 - 1800)
En 1657, los judíos de Iasi compraron el terreno en el que se construyó la Gran Sinagoga de Iasi, la primera sinagoga construida en piedra en tierras rumanas. La sinagoga fue inaugurada por el rabino Natan Neta Hanover. Entre los firmantes de los documentos de compra, también se menciona al cuñado del doctor Moisa y en 1662 el doctor Moisa compró varias casas en Iasi, en la Calle Torcida (Uliţa Strâmbă.
El primer rabino vinculado a la ciudad de Iasi en documentos históricos es Shlomo ben Arabi. Proveniente de Yemen, se ganaba la vida con la medicina y escribió libros de Cabalá, en algún momento a fines del siglo XV, principios del siglo XVI. Los documentos mencionan luego a comerciantes judíos viajeros y a los que se instalaron en el lugar, varios médicos y diferentes curanderos. Posteriormente, oficiaron los rabinos Natan Neta Hanover y Petahia (hijo de David Lida, autor de "Yad Kol Bo").
En el año 1719, los otomanos nombraron al primer Jajam Bashi en Iasi, Bezalel HaCohen, hijos de Naftali HaCohen y más tarde el sacerdocio fue heredado por sus hilos Yitzchak. En 1777, después de la muerte de Yitzchak, el rabino Mordechai ben Moshe Haim compró la posición con el pago de un importante soborno a Cesarea Constantine Dafonte, el gran chambelán del gobernante, pero un año después, bajo la presión de Naftali, el hijo del rabino anterior, Yitzchak se rindió. Los miembros de la comunidad judía, que no estaban satisfechos con su desempeño y conocimiento, despidieron a Mordejai ben Moshe Haim y el gran chambelán se vio obligado a devolver el soborno. Naftali ben Yitzhak fue designado en su lugar. El gobernante Gregor III Gica, también conocido como Alexandro Gica, aprobó el nombramiento y amplió los poderes de recaudación de impuestos del sabio Bashi. Después del año 1790, el cargo del sabio Bashi volvió a la familia Cohen a través de Naftali, hijo de Yitzchak, quien recibió la aprobación para esto en 1793 del gobernante Michai Sotsu y la confirmación de su sucesor en el cargo, Constantine Ypsilanti . Manaftali pasó el cargo a su hijo, Yeshayahu, quien debido a su conducta impropia contribuyó a la abolición de la institución en 1834  .

### Los primeros rabinos y la institución de los sabios en Iasi (1600 - 1800)
A partir de mediados del siglo XVIII los judíos de Iasi se concentraron en un propio barrio. Ellos tenían exclusividad casi absoluta en muchas ramas del comercio y la artesanía y, a mediados del siglo XIX, fueron desplazando gradualmente a los turcos y griegos del comercio y la banca ocupando su lugar. En 1831 los comerciantes y artesanos judíos constituían el 43% de todos los comerciantes y artesanos locales y en 1860 alcanzaron una tasa del 78% . En 1755 había 1.353 hogares en Yashi, 65 de judíos, 30 de judíos convertidos al cristianismo y 33 de matrimonios mixtos. En 1808 había 574 familias judías en Iashi, que incluían 2.404 almas  .
En la primera mitad del siglo XIX, las autoridades del Principado de Moldavia emitieron decretos destinados a detener la inmigración de judíos a su distrito y a deportar a los judíos sin medios de subsistencia probados. El 14 de octubre de 1843 se emitieron directivas para el tratamiento de los vagabundos, directivas dirigidas principalmente a los judíos. Un decreto emitido por el consejo ejecutivo de Iashi prohibía a los judíos poseer casas o negocios en las calles principales. El decreto especificaba las calles que estaban prohibidas a los judíos y se concedía un período de transición de tres años para la terminación de todos los contratos de arrendamiento con los judíos. A los judíos que tenían sus propias casas en estas calles se les dio permiso para vivir en ellas, pero no podían alquilarlas ni venderlas a otros judíos, sino sólo a cristianos. Debido a la corrupción de la aristocracia local, las directivas no se cumplieron plenamente. Otra disposición prohibía a los judíos contratar sirvientes cristianos menores de 30 años y a los profesionales judíos se les prohibía aceptar aprendices cristianos. 
La evolución de la comunidad judía en Iasi (1800)
Los siglos en que la comunidad judía vivió en la ciudad, que solía ser la capital del Principado de Moldavia, no fueron nada fáciles. Los judíos de Iasi fueron perseguidos y hostigados, pero a pesar de ello la lograron prosperar, desarrollarse y florecer hasta que los fascistas llegaron al poder en los años treinta del siglo XX. En Iasi, Naftali Hertz Imber escribió el primer borrador de "Hatikva" (La Esperanza) el himno nacional del Estado de Israel. Asimismo en Iasi se fundó un teatro en el idioma Yidis, cuando su fundador, Avraham Goldfaden, presentó en la ciudad por primera vez en 1876 en el teatro "El manzano verde" . (Pomul Verde)

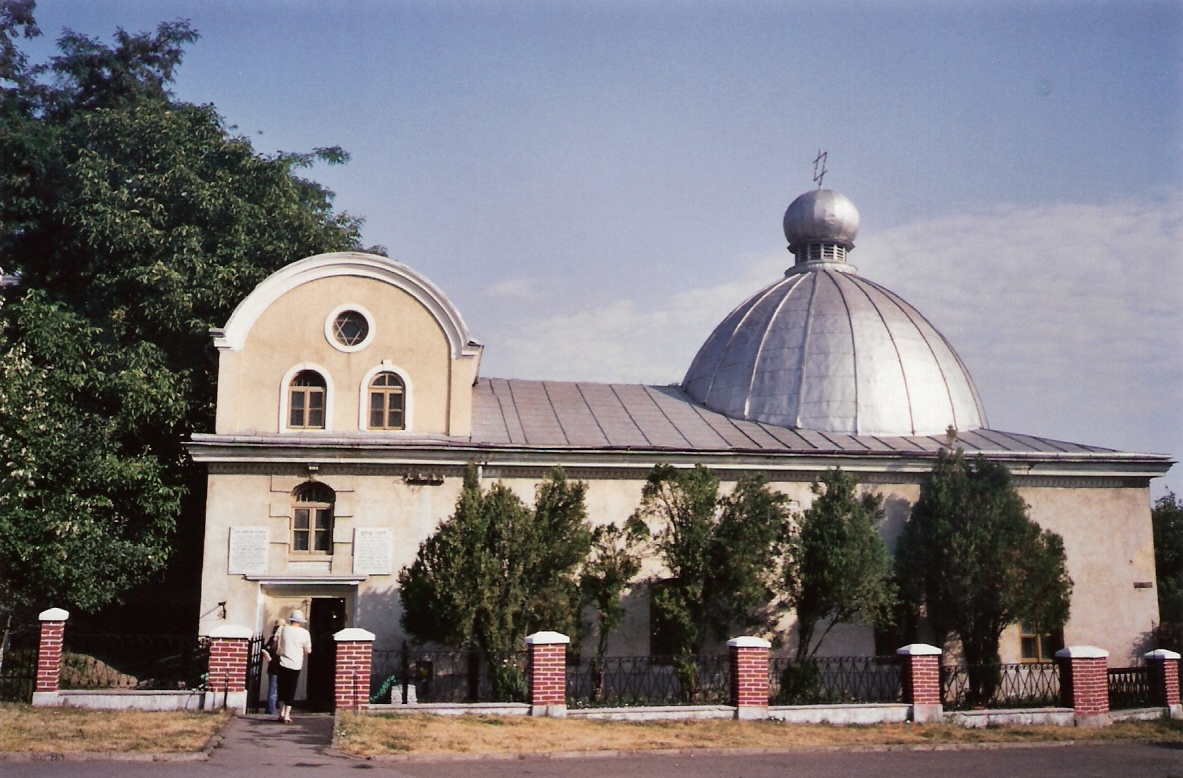
La Gran Sinagoga de Iashi

Durante la Segunda Guerra Mundial, tuvieron lugar en la ciudad hechos sangrientos que fueron los pogromos más brutales en la historia de los judíos de Europa del Este . En muchos aspectos, este pogromo fue el comienzo del exterminio masivo de los judíos europeos.
Antes de los disturbios, había al menos 45.000 judíos en Iasi (34.753 según un censo realizado en abril de 1941  ), incluidos muchos judíos que fueron expulsados de los pueblos y ciudades del campo según órdenes gubernamentales y llegaron a Iasi recientemente, sin propiedades ni medios de subsistencia. Después de los disturbios, en mayo de 1942, en el censo de "las personas con sangre judía", se contabilizaron 32.364 judíos.

### Después de la Segunda Guerra Mundial
Entre los años 1948-1968, funcionó en Iashi un teatro yiddish en lengua yiddish . Durante sus veinte años de actividad, el Teatro Judío presentó 107 obras escritas por Avraham Goldfaden, Shalom Aleijem, Moliere, Gogol y muchos otros.

## Historia de la comunidad judía y sus instituciones
Entre los años 1622 - 1834 la comunidad judía de Iasi estaba organizada en el "Gremio Judío" (Breasla Jidovilor), establecida y reconocida por las autoridades en 1622. Casi al mismo tiempo, también se estableció una Jevra Kadisha local. En un documento rumano se menciona que el 17 de junio de 1729, el apóstol Parvun y su esposa vendieron una casa a Ursul Starr y Abram, nieto de Haim, líderes de la Sociedad Kadisha  .
En el año 1719, los otomanos nombraron el primer Jajam Bashi (Sabio Bashi - Jefe de la comunidad) en Iasi , Bezalel HaCohen, hijo de Naftali HaCohen y más tarde el cargo fue heredado por su hijo Yitzchak. En 1777, después de la muerte de Yitzchak, el rabino Mordechai ben Moshe Haim compró la posición del sabio en Ashi de los judíos moldavos sobornando generosamente a Cesarea Constantine Dafonte, el gran chambelán del gobernante, pero un año después, bajo la presión de Naftali, el hijo del rabino anterior, Yitzchak renunció. Los miembros de la comunidad judía, que no estaban satisfechos con su desempeño y conocimientos, despidieron a Mordejai ben Moshe Haim y el gran chambelán se vio obligado a devolver el monto del soborno. Naftali ben Yitzhak fue designado en su lugar. El gobernante Gregor III Gica, también conocido como Alexandro Gica, aprobó el nombramiento y amplió los poderes de recaudación de impuestos del Jefe de la comunidad. Después del año 1790, el cargo del Sabio Bashi volvió a la familia HaCohen por medio de Naftalí, hijo de Yitzchak, quien recibió la aprobación para esto en 1793 del gobernante Michai Sotsu y la confirmación de su sucesor en el cargo, Constantine Ypsilantis. De Naftalí, el cargo pasó a su hijo, Yeshayahu, quien debido a su conducta impropia contribuyó a la abolición de la institución en 1834  .
La Jevra Kadisha, como se mencionó, se estableció ya en 1729 y en 1796 se estableció el Gremio de Cortadores y Costureros Judíos que más tarde se fusionó con el Gremio de Sastres Judíos y en 1797 se estableció el Gremio de Sombrereros Judíos. Había cuatro Talmud Torá en Iashi y el más grande de ellos era "Beit Talmud Torá Aharon Wada", fundado en 1876. En su apogeo, esta institución contaba con 250 estudiantes que, además de los estudios, también recibían comida y ropa sin cargo. El plan de estudios incluía, además de estudios sagrados, estudios de lengua hebrea y rumana, así como estudios generales. El idioma de enseñanza era el yiddish .
[[קובץ:Templul_Beth_Jacob.jpg|derecha|miniaturadeimagen|250x250px| La sinagoga Palacio Neushutz en Yashi . Destruido por los bombardeos durante la Segunda Guerra Mundial]]
A principios del siglo XX, había dos grandes sinagogas en Yashi, la antigua Gran Sinagoga de Yashi de la calle Koko y la Gran Sinagoga de Podo Roche (desde el Puente Rojo). El filántropo barón judío de ciudadanía austrohúngara, Jacob de Neuschotz, construyó en 1865 una moderna sinagoga reformista en el patio del Palacio Neuschotz de Iasi, con el espíritu de los cambios traídos por la emancipación, por la corriente Haskala y la reforma estética del judaísmo ortodoxo. siguiendo el modelo de una sinagoga de este tipo en Alemania y un pequeño Palacio Reformista Además había muchas más casas de oración y más de cien salas de oración .
Después de un decreto gubernamental para expulsar a los estudiantes judíos de las escuelas secundarias de Iashi, en 1912, la comunidad decidió establecer una Yeshivá. La Yeshivá "Beit Aharon" se estableció en 1926 y su plan de estudios incluía estudios tanto sagrados como seculares. Muchos de los graduados de la Yeshivá se convirtieron en rabinos de comunidades en las ciudades del campo, matarifes y maestros en escuelas judías. La Yeshivá también albergaba un internado y un comedor de beneficencia y en 1937 tenía ochenta estudiantes.
derecha|miniaturadeimagen|333x333px| Un monumento en memoria de Abraham Goldfeden colocado en la explanada del Teatro Nacional de Iashi
Iasi fue durante muchos años el centro judío más importante de las tierras rumanas. La comunidad judía tenía un nivel económico holgado y una rica vida religiosa y cultural, pero después de las persecuciones de los gobiernos antisemitas de mediados del siglo XX y la opresión de la era comunista, la comunidad declinó y la mayoría de los judíos emigraron a Israel .

### El MovimientoSionistadeIasi

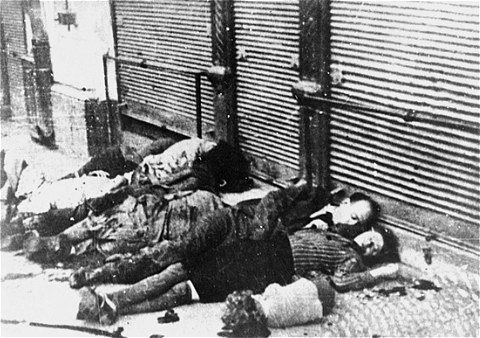
Cadáveres de judíos en la calle Vasila Ponte en Iasi, fotografiados durante los disturbios

Los primeros brotes del movimiento sionista aparecieron en Iashi ya en 1866. A finales del XIX, el Dr. Karpel Lipa fundó dos organizaciones sionistas y fue representante de los judíos rumanos en el primer Congreso Sionista en Basilea y fue quien lo inauguró con su discurso.

### La prensa judía
El 29 de junio de 1941 (4 de Tamuz de 5571), el gobernante de Rumania, Ion Antonescu, ordenó la evacuación de toda la población judía de la ciudad. El mismo día, las fuerzas militares y policiales rumanas se embarcaron en la operación de evacuación junto con los agitadores antisemitas rumanos, con la ayuda de las fuerzas militares alemanas que se encontraban en ese momento en Iasi . Durante la operación, los judíos fueron asaltados, sus casas, negocios e instituciones saqueadas y muchos judíos fueron asesinados: 13.266 víctimas según el recuento de las autoridades rumanas, 14.850 víctimas según una lista de nombres elaborada por la comunidad judía. Además de estas cifras, fueron asesinados otros judíos que no estaban inscritos en los registros comunitarios, por lo que se desconoce el número total exacto, y hay diversas estimaciones que llegan hasta los 20.000 asesinados. Muchos otros judíos fueron golpeados, torturados y humillados  .
- Revista israelita 1874, revista en lengua rumana con carácter cultural y tendencia a popularizar figuras de la historia judía.
- Nae idise taitung 1881, periódico yiddish con noticias políticas.
- Ser rumeiniser israellit 1882, revista yiddish sobre cuestiones de inmigración .
- Der Idiser folks fraind 1887, publicación periódica en yiddish editada por M. Braunstein (Mebasan), que incluía obras de teatro e informes sobre la vida de la comunidad judía.
- Di Idise post 1895, una revista yiddish sobre la vida de la comunidad judía y el sionismo .
- Di Hofnung 1896 a
- Der Weker 1896, una revista yiddish de orientación socialista .
- Lumina 1896-1897, revista en rumano con artículos sobre la clase trabajadora judía y el problema judío.
- Der Idiser Gaist 1898, periódico yiddish, editado por Eliezer Rokh, que tenía una orientación sionista, que se ocupaba del antisemitismo europeo y local.
- Di Idise tucunft 1899, revista en yiddish sobre temas del campo del sionismo.
- Talpiot 1898-1899, revista en hebreo, editada por Eliezer Rokah.
- Propasirea 1889, 1891, revista en rumano publicada por el publicista Max Kaufmann y en la que Karpel Lipa combatió las tendencias de asimilación.
- Darabana 1898, revista en rumano, editada por adolescentes.
- Rasaritul, la publicación oficial sionista que trata temas sociales, políticos y culturales.
- Ecoul tinerimii 1885, revista en rumano.

### Asociación Deportiva
Como parte de la comunidad judía de Iasi, en 1919 comenzó a funcionar la asociación deportiva "Macabi". En 1922 recibió un espacio para su actividad en el marco de la escuela "Kultura". Otra organización deportiva llamada "La fuerza" (Hacoaj) funcionó durante un cierto período de forma independiente, pero finalmente se fusionó con "Macabi"  .

### Personalidades que surgieron de la comunidad.
El historiador aficionado Jacob Pasantir localizó en Iasi lápidas de judíos que datan de 1467 y 1549, pero se supone que hubo judíos allí incluso en épocas anteriores. El historiador rabino Dr. Avraham Meir Halevi no estuvo de acuerdo con esta cifra y afirmó que las lápidas judías más antiguas de Iasi datan de 1648, pero se supone que no encontró el cementerio judío más antiguo, porque fue dañado con el pasar de los años. La mayoría de los judíos de Iasi de esa época eran judíos sefardíes, súbditos otomanos, por lo que a fines del siglo XVI, cuando el gobernante Aron Voda mató a los turcos (al igual a lo que hizo Mihai el Valiente en Bucarest ) también mató a los judíos locales que habían apoyado a los turcos.

## Su cantidad dentro de la población
Según los registros locales de 1755, en Iasi sólo había 65 jefes de familia judíos, a los que se suman tres más que se convirtieron al cristianismo y dos rumanos casados con mujeres judías. Tras la primera partición de Polonia y la anexión de Galicia al Imperio austrohúngaro, los judíos comenzaron a emigrar desde allí hacia el sur y el número de judíos en el distrito de Iasi, en 1803, alcanzó los 2.972.
La toma de Besarabia por parte del Imperio ruso creó otra ola de inmigración de judíos pobres que venían del Este, huyendo de la política antisemita rusa y algunos de ellos se establecieron en Iasi  . Según datos de 1859, había 31.000 judíos en Yashi.
En 1899, había alrededor de 40.000 judíos en Iasi, que constituían el 50,8% de la población de la ciudad, pero después de la ola de inmigración de judíos rumanos hacia el Nuevo Mundo, su número se redujo a aproximadamente 35.000 en 1910 y continuó en ligera tendencia descendente hasta el ascenso de los gobiernos antisemitas a finales de los años 30 y la deportación de los judíos de los pueblos y ciudades del campo durante el gobierno formado por Ion Antonescu en colaboración con el Movimiento Legionario - muchos de los judíos deportados llegaron a Iasi.